# PJ Harvey
PJ Harvey (født Polly Jean Harvey 9. oktober 1969 i England) er en engelsk sangerinde og musiker.
Som ung var hun med i forskellige bands, men optrådte fra 1991 under eget navn med forskellige musikere som backing. Hendes debut udkom i 1992.
I 1992 udkom debut-albummet 'Dry', der skaffede trioen positiv kritik, men også nær skaffede Polly Jean et nervesammenbrud, da pladens succes resulterede i meget store forventninger til efterfølgeren. Der var dog intet at være nervøs over, for da 'Rid Of Me' udkom året efter, blev den skamrost og udvidede PJ Harveys kult-potentiale yderligt.
Efterfølgende blev PJ Harvey Polly Jean's soloprojekt, hvilket resulterede i den mere blues-orienterede 'To Bring You My Love'. Albummet blev skabt i selskab med Mick Harvey, der mest var kendt som Nick Caves sparringspartner. Netop Cave havde PJ Harvey efterfølgende et musikalsk stævnemøde med på hans 'Murder Ballads'.
Med 'Is This Desire?' i 1998 udkom PJ Harveys til dato lettest tilgængelige album. En kendsgerning der for første gang skaffede PJ Harvey en vis form for mainstream-succes.
Den fortsatte med 'Stories From The City, Stories From The Sea', der udkom i 2000 og skaffede PJ Harvey dette års prestigefyldte Mercury Music Prize. På dette album arbejdede Polly Jean atter engang sammen med Ellis og Harvey, og pladen bød bl.a. på en øm duet med Radioheads Thom Yorke.
PJ Harveys syvende album, den råt rockende 'Uh Hu Her', udkom i 2004 og var ligesom forgængeren resultatet af et samarbejde mellem Harvey og Rob Ellis. I 2006 udkom 'The Peel Sessions 1991-2004', der – som titlen antyder – samler op på sangerindens optagelser hos den legendariske, engelske radio-dj John Peel. I 2007 udgav Harvey albummet White Chalk.
I 2011 udkom Let England Shake.
PJ Harvey spillede på Roskilde Festival i 1995, 2011, 2016 samt i 2024.

## Diskografi
- Dry (1992)
- Rid of Me (1993)
- To Bring You My Love (1995)
- Is This Desire? (1998)
- Stories from the City, Stories from the Sea (2000)
- Uh Huh Her (2004)
- White Chalk (2007)
- Let England Shake (2011)
- The Hope Six Demolition Project (2016)
- I Inside the Old Year Dying (2023)

## Koncerter i Danmark
- 1995 Roskilde Festival
- 2001 Roskilde Festival
- 2006 Operaen
- 2008 VEGA
- 2011 Roskilde Festival
- 2016 Roskilde Festival
- 2017 Randers (Værket)
- 2024 Orange Scene, Roskilde Festival